# Safirul Sulaiman
Safirul Sulaiman (* 12. Oktober 1992 in Singapur), mit vollständigem Namen Safirul bin Sulaiman, ist ein singapurischer Fußballspieler.

## Karriere

### Verein
Safirul Sulaiman stand von 2010 bis 2011 bei den Young Lions in Singapur unter Vertrag. Die Young Lions sind eine U23-Mannschaft, die 2002 gegründet wurde. In der Elf spielen U23-Nationalspieler und auch Perspektivspieler. Ihnen soll die Möglichkeit gegeben werden, Spielpraxis in der ersten Liga, der Singapore Premier League, zu sammeln. Für die Lions absolvierte er 24 Erstligaspiele. Ende Dezember 2011 wechselte er zu den Singapore LionsXII. Der singapurische Verein spielte in der höchsten Liga von Malaysia, der Malaysia Super League. 2012 wurde er mit dem Verein Vizemeister. Die malaysische Meisterschaft feierte er 2013. 2014 kehrte er zu den Young Lions zurück. Hier spielte er bis Ende 2015 zwölfmal in der ersten Liga. Am 1. Januar 2016 wechselte er zu dem ebenfalls in der ersten Liga spielenden Geylang International. Nach 36 Erstligaspielen unterschrieb er Ende 2017 einen Vertrag beim Erstligisten Tampines Rovers. 2019 feierte er mit den Rovers die Vizemeisterschaft und den Gewinn des Singapore Cup. Das Endspiel gegen den Warriors FC gewannen die Rovers mit 4:3. Den Singapore Community Shield gewann er mit den Rovers 2020. Das Spiel gegen Hougang United am 22. Februar 2020 gewann man mit 3:0. Bei den Rovers kam er auf sieben Einsätze in der ersten Liga. Anfang Oktober 2020 kehrte er bis Jahresende 2020 zu seinem ehemaligen Verein Geylang zurück. Für Geylang bestritt er bis Jahresende fünf Spiele.
Seit dem 1. Januar 2021 ist Safirul Sulaiman vertrags- und vereinslos.

### Nationalmannschaft
Safirul Sulaiman spielte von 2012 bis 2017 sechsmal in der singapurischen Nationalmannschaft.

## Erfolge
Singapore LionsXII
- Malaysischer Meister: 2013

Tampines Rovers
- Singapore Cup: 2019
- Singapore Community Shield: 2020